# Sikandar (film, 2025)
Pour les articles homonymes, voir Sikandar.
Pour plus de détails, voir Fiche technique et Distribution.
Sikandar est un thriller indien réalisé par A. R. Murugadoss et sorti en 2025,.

## Fiche technique
Sauf indication contraire, les informations mentionnées dans cette section peuvent être confirmées par les bases de données cinématographiques IMDb et Allociné,  présentes dans la section « Liens externes ».
- Titre original : Sikandar
- Réalisation : A. R. Murugadoss
- Scénario : A. R. Murugadoss
- Musique : Pritam Chakraborty et Santhosh Narayanan
- Décors : Pratik Chaudhari
- Costumes : Puneet Jain, Alvira Khan, Bhagyashree Dattatreya Rajurkar et Ashley Rebello
- Photographie :
- Son :
- Montage :
- Production : Sajid Nadiadwala
  - Production déléguée : Prashant Sharma
  - Production exécutive : Niraj Sethi
- Société de production : Nadiadwala Grandson Entertainment
- Société de distribution : Friday Entertainment
- Pays de production :  Inde
- Langue originale : hindi
- Format : couleur — 2,39:1 — son 5.1
- Genre : Thriller
- Durée : 150 minutes
- Dates de sortie :
  - Inde : mars 2025
  - France : 26 mars 2025

## Distribution
- Salman Khan : Sikandar
- Rashmika Mandanna
- Sunil Shetty
- Prateik Babbar
- Nawab Shah
- Sharman Joshi
- Kajal Aggarwal